# The NATO Hymn
The NATO Hymn (tiếng Pháp: "Hymne de l'OTAN") là bài lễ ca của Tổ chức Hiệp ước Bắc Đại Tây Dương (NATO). Đây là một bản nhạc được trình diễn bằng nhạc khí, được sáng tác vào năm 1989 bởi André Reichling, một sĩ quan quân đội Luxembourg và là thành viên của ban nhạc quân đội. Nó đã được sử dụng không chính thức trong nhiều năm liền trước khi được chính thức thông qua vào tháng 1 năm 2018.

## Lịch sử
Những đề xuất ban đầu về việc thông qua một bài lễ ca cho NATO đã có từ cuối thập niên 1950, kỷ niệm 10 năm thành lập tổ chức, khi nhiều nhà soạn nhạc khác nhau bắt đầu háo hức gửi bản nhạc với hy vọng được thấy nó chính thức đăng quang đúng dịp kỷ niệm 10 năm thành lập Liên minh, vào năm 1959. Năm 1958, Thomas Hildebrand Preston, OBE (Vương quốc Anh) đã sáng tác một bài ca kỷ niệm theo nghi thức NATO, ý nghĩa ban đầu của nó là để tháp tùng du khách đến Trụ sở NATO tại Palais de Chaillot, Paris. Một bài "NATO Song" đã được trình diễn công khai, nhưng không được thông qua. Năm 1960, Thống chế Không quân Hoàng gia Anh Edward Chilton đề xuất rằng nên kết hợp các bài quốc ca của các quốc gia thành viên thành một bản nhạc duy nhất, để làm lễ ca của tổ chức.
Năm 1989, để kỷ niệm 40 năm thành lập NATO, sĩ quan André Reichling thuộc ban nhạc quân đội Luxembourg đã sáng tác một bản nhạc có tựa đề "The NATO Hymn" và nó đã được biểu diễn tại một buổi dạ tiệc kỷ niệm năm đó; một dàn hợp xướng lớn của NATO đã trình diễn "The Atlantic Hymn" của José Ludovice và Ban nhạc quân đội Luxembourg đã chơi bản "NATO Anthem" của André. Sáng tác này tỏ ra thành công nhất và được sử dụng làm bài lễ ca không chính thức tại nhiều sự kiện của NATO trong 30 năm, trước khi được chính thức thông qua vào ngày 3 tháng 1 năm 2018.

## Nét đặc trưng
Tác phẩm không có lời và được viết cho hai mươi nhạc cụ khác nhau trong thời lượng 1 phút 23 giây: một piccolo, một sáo, một ô-boa, ba clarinet, ba saxophone, hai cornets, hai kèn, một kèn horne, một baritone, ba kèn trombone, một tuba và một trống.